# Історія 1002-ї ночі
Йозеф Рот, «Історія 1002-ї ночі»
«Історія 1002-ї ночі» (нім. Die Geschichte von der 1002. Nacht; англ. The String of Pearls; «Намисто із перлів», «Разок перлів») — роман Йозефа Рота. Уперше опублікований у грудні 1939 року у видавництві De Gemeenschap (Більтховен, Нідерланди).
Дія відбувається у Відні 1880-х, частково в Персії і в тодішніх австрійських Карпатах.

## Назва твору
Назва твору натякає, що розповідь буде про Схід (Орієнт), буде продовження казок «Тисяча й одна ніч». Однак, «атмосферу 1001-ї ночі пропонує тільки початок, за яким незабаром настане розчарування».

## Сюжет
Шах Персії вмирає з нудьги, йому обрид його гарем на 365 жінок, тож, за порадою головного євнуха Патонімоса, він вирішує поїхати на Захід, щоб розважитися. У Відні на його честь влаштовують бал, де шах закохується в одружену графиню Гелену В., і вимагає, щоб вона провела з ним ніч. Дипломатичного скандалу вдається уникнути завдяки баронові Тайтінґеру (нім. Alois Franz Baron von Taittinger), який підказує підіслати шахові Міцці Шінагль (нім. Mizzi Schinagl), яка є дуже схожою на графиню. Барон сам був закоханий у графиню свого часу, але графиня розірвала із ним стосунки. Пізніше він познайомився із Міцці, і завів роман із нею, хоча потім кинув вагітною, внаслідок чого вона опинилась в борделі. Барон відчуває докори сумління через це, але ці почуття не дуже сильні.
Шах не знаходить розради в обіймах Міцці, але просить Патонімоса подарувати їй щось на згадку. Євнух, думаючи, що шах провів ніч із графинею, купує дуже дороге намисто із перлів. Зрозумівши, хто така Міцці, він жалкує, що подарунок занадто пишний, але все ж дарує намисто і нічого не каже шахові. Міцці стає досить багатою — намисто оцінюють у 50 тисяч гульденів.
Міцці покидає бордель, але бездумно поводиться з грошима і потрапляє до жіночої в'язниці. Погіршуються і справи у самому борделі. Барон служить в армії, згодом вирішує пожертвувати гроші журналістові Лазіку (нім. Lazik), який хоче написати про ту «ніч у Відні», чим спричиняє скандал, і його самого звільняють з армії. Фінансові справи барона сильно погіршуються, йому складно бути цивільним. Він не хоче читати листів, розбиратися у господарстві, приймати складні рішення, і жити в глушині свого маєтку — він почувається приреченим. Єдиним світлим моментом стає для нього «відкриття» ворент-офіцера Зеновера (нім. Zenower), який хоче йому допомогти (пояснює, що йому зробити із майном; намагається викупити всі «книжечки Лазіка»), але його зусилля виявляються марними.
У в'язниці Міцці знайомиться із Маґдаленою Крейцер (нім. Magdalene Kreutzer), яка вважає, що Міцці повинна вимагати від барона грошей на їхнього спільного сина, що барон повинен забезпечити життя Міцці — принаймні можливість їй заробляти на життя самостійно. Барон придбав для Міцці паноптикум — воскові фігури, які давали можливість відтворити події тієї ночі у Відні.
Ксандль (нім. Xandl), син барона та Міцці, погано вчиться та поводиться. Барон відчуває свою відповідальність за нього. Він дарує хлопцеві на день народження сто гульденів — Ксандль не дає ці гроші матері, витрачає частину на пиво та шнапс, купує револьвер. Труммер (нім. Ignaz Trummer), партнер Маґдалени, забрав у нього решту грошей. За наступної нагоди хлопець вистрелив у нього, промахнувся, але у результаті потрапив до в'язниці через спробу вкрасти та вбити. Маґдалена звинувачує барона у тому, що той безвідповідально дав такі великі гроші хлопцеві.
Барон все ж вирішує спробувати відновити своє життя — відновитися в армії. Однак до Відня знову збирається із візитом шах — і армійське керівництво вирішує пригальмувати справи, щоб уникнути можливих розмов. Коли барон розуміє, що ця вся історія ще далека від завершення — він покінчує життя самогубством. На час візиту шаха театр Міцці (нім. Welt-Bioscop-Theater) теж закрили. «Ніч шаха з колишньою коханкою барона Тайтінґера повинна бути прихованою, проте залишається лейтмотивом роману».
Роман завершується другим приїздом шаха до Відня — тепер він уже не очікує нічого особливого від Заходу, але згадує про графиню В. Євнух розказує йому, що насправді ту ніч шах провів із повією Міцці. І її перли зараз виставлено на продаж. Шах просить викупити їх. Тепер намисто оцінюють у 200 тисяч гульденів.

## Критика
- Гельмут Нюрнбергер (нім. Helmuth Nürnberger) бачив роман як «витончену й іронічну гру» автора (нім. „graziöses und ironisches Spiel“)[7].
- Гайнц Лунцер (нім. Heinz Lunzer) обговорював «генезис» роману[8].
- Марсель Райх-Раніцкі підкреслював вміле ставлення Рота до сентиментальності[9].
- Томас Дюлло (нім. Thomas Düllo) тлумачив цей роман у своїй дисертації в розділі «Сила невмотивованого і прокляття громадськості» (нім. Die Macht des Unmotivierten und der Fluch der Öffentlichkeit)[10].
- За Ульріке Штайервальдом (нім. Ulrike Steierwald) Тайтінґер тікає від власної історії[11]. Західна концепція суб'єкта стикається в романі «з неєвропейським мисленням» (нім. mit dem außereuropäischen Denken) й «іронізується» (нім. ironisiert)[12]. Пожертвувавши гроші журналісту Лазіку, Тайтінґер фінансує «профілактику» (нім. die Verhinderung) власного «сьогодення» (нім. Gegenwart)[13].
- Вільгельм фон Штернбурґ (нім. Wilhelm von Sternburg) посилається на два найважливіших елементи розповіді — сатиру і образ старої привабливої Австро-Угорщини[14].

## Екранізація
Пітер Бове (нім. Peter Beauvais) екранізував роман із Йоганною Мац (нім. Johanna Matz), Вольтером Рейєром (нім. Walter Reyer) та Гансом Яраєм (нім. Hans Jaray). Екранізація вийшла в ефір 25 і 26 грудня 1969 року.

## Виноски
1. ↑  Joseph Roth. Die Geschichte von der 1002. Nacht - Kapitel 34 (нім.) . Архів оригіналу за 6 квітня 2019. Процитовано 06.04.2019.
2. ↑  Joseph Roth (1999). The String of Pearls [Die Geschichte von der 1002. Nacht]. Translated from German by Michael Hoffmann. London: Granta Books. с. 256. ISBN 1-86207-254-X. {{cite book}}: Вказано більш, ніж один |pages= та |page= (довідка); Недійсний |nopp=n (довідка)
3. 1 2  Бучко А. В. Орієнт як площина для проекцій західної проблематики в німецьмовній літературі кінця ХІХ – початку ХХ століття (на прикладі творів «Казка 672-ї ночі» Гуґо фон Гофмансталя та «Історія 1002-ї ночі» Йозефа Рота) // Молодий вчений. — 2015. — Вип. частина 3. — № 12 (27) (грудень). — С. 38—42. Архівовано з джерела 6 квітня 2019. Процитовано 6 квітня 2019.
4. 1 2 3  Монолатій Т. П. Паноптикум як символ світу: іронічне зображення дійсності в романі Й. Рота «Історія 1002-ї ночі» // Вісник Львівського університету. — 2011. — Вип. 18. — С. 203—210. — (Іноземні мови).
5. ↑  Bijovet und Rietra, S. 41–46.
6. ↑  Joseph Roth. Die Geschichte von der 1002. Nacht - Kapitel 1 (нім.) . Архів оригіналу за 6 квітня 2019. Процитовано 06.04.2019.
7. ↑  Nürnberger, S. 117.
8. ↑  Lunzer, S. 201–226.
9. ↑  Reich-Ranicki, S. 267, 16. Z.v.u.
10. ↑  Düllo, S. 258–294.
11. ↑  Steierwald, S. 58.
12. ↑  Steierwald, S. 118.
13. ↑  Steierwald, S. 159.
14. ↑  Sternburg, S. 475.
15. ↑  Nürnberger, S. 152.